# Ophioneurus kurdjumovi
Ophioneurus kurdjumovi is een vliesvleugelig insect uit de familie Trichogrammatidae. De wetenschappelijke naam is voor het eerst geldig gepubliceerd in 1953 door Zakhvatkin.